# Тлатов, Елмарза Данилович
Елмарза (Михаил) Данилович Тлатов, литературный псевдоним — Хох (осет. Тлатты Хох, 17 октября 1880 года, село Ардон — 13 июля 1932 год) — осетинский писатель.

## Биография
Родился 17 октября 1880 года в крестьянской семье в селе Ардон (сегодня — город Ардон). Окончив начальную школу в родном селе, поступил в Ардонскую духовную семинарию, которую в 1904 году. Работал учителем в селе Старый Батако. В 1905 году поступил на юридический факультет Дерптского университета. Будучи студентом, начал писать свои первые рассказы «Кæмæ æнхъæлмæ касти нæртон рæсугъд» (Кого ждала нартская красавица — опубликован в 1910 году в журнале «Æфсир», № 1) и «Фын» (Сон — издан отдельным изданием в 1911 году во Владикавказе). В 1910 году окончил Дерптский университет по специальности юрист, после переехал в Сибирь, где работал юристом в Семипалатинске.
В 1918 году был арестован белогвардейцами и находился несколько месяцев в заключении. После освобождения Семипалатинска от белогвардейских войск продолжил заниматься юридической практикой в этом городе до 1926 года, когда возвратился на родину в Осетию. Работал юристом. С 1928 года был председателем коллегии адвокатов.
Скончался 13 июля 1932 года от туберкулёза. Похоронен в Ардоне в саду родного дома.
До нашего времени дошли только два рассказа. Остальные рукописи сгорели во время пожара, когда он находился в тюрьме в Семипалатинске. Проживая в Семипалатинске перевёл на осетинский язык сказку Андерсена «Песня птички», которая была опубликована в 1912 году.